# Уједињено Краљевство на Европском првенству у атлетици у дворани 2021.
Уједињено Краљевство учествовало је на 36. Европском првенству у дворани 2021 који се одржао у Торуњу, Пољска, од 4. до 7. марта. Ово је било тридесет шесто Европско првенство у атлетици у дворани од његовог оснивања 1970. године на којем је Уједињено Краљевство учествовало, односно учествовало је на свим првенствима до данас. Репрезентацију Уједињеног Краљевства представљало је 42 спортиста (19 мушкарца и 23 жена) који су се такмичили у 21 дисциплини (10 мушких и 11 женских).
На овом првенству Уједињено Краљевство је заузело . место по броју освојених медаља са 12  медаља (2 златнe, 4 сребрне и 6 бронзанe).
У табели успешности према броју и пласману такмичара који су учествовали у финалним такмичењима (првих 8 такмичара) Уједињено Краљевство је са 22 учесника у финалу заузело 1. место са 112,50 бода.
| Пл. | Земља            | 1. место | 2. место | 3. место | 4. место | 5. место | 6. место | 7. место | 8. место | Бр. фин. - Бод. |
| --- | ---------------- | -------- | -------- | -------- | -------- | -------- | -------- | -------- | -------- | --------------- |
| 1.  | Велика Британија | 2−16     | 4−28     | 6−35,50  | 2−10     | 3−12     | 2−6      | 2−4      | 1−1      | 22−122,50       |

## Учесници
| Мушкарци: - Ендру Робертсон — 60 м - Оливер Бромби — 60 м - Хари Ејкинс-Арити — 60 м - Џејмс Вилијам — 400 м, 4х400 м - Ли Томпсон — 400 м, 4х400 м - Џо Брајер — 400 м, 4х400 м - Џејми Веб — 800 м - Гај Лирмонт — 800 м - Пирс Kопланд — 1.500 м - Нил Горлеј — 1.500 м - Арчи Дејвис — 1.500 м - Ендру Бучарт — 3.000 м - Џек Роу — 3.000 м - Фил Сесемен — 3.000 м - Ендру Пози — 60 м препоне - Овен Смит — 4х400 м - Џоел Kaн — Скок увис - Чарли Мајерс — Скок мотком - Џејкоб Финчам-Дјукс — Скок удаљ | Жене: - Џоди Вилијамс — 400 м, 4х400 м - Џеси Најт — 400 м, 4х400 м - Амарачи Пипи — 400 м, 4х400 м - Кили Хоџкинскон — 800 м - Ели Бејкер — 800 м - Isabelle Boffey — 800 м - Холи Арчер — 1.500 м - Кејти Сноуден — 1.500 м - Ејми-Елоиз Марковц — 3.000 м - Верити Окенден — 3.000 м - Амелија Кверк — 3.000 м - Синтија Сембер — 60 м препоне - Тифани Портер — 60 м препоне - Ема Нвофор — 60 м препоне - Зои Кларк — 4х400 м - Емили Бортвик — Скок увис - Морган Лејк — Скок увис - Холи Бредшо — Скок мотком - Џасмин Сајерс — Скок удаљ - Абигејл Ирозуру — Скок удаљ - Софи Макина — Бацање кугле - Амелија Стриклер — Бацање кугле - Холи Милс — Петобој |  |

## Освајачи медаља (12)

### Злато (2)
- Кили Хоџкинскон — 800 м
- Ејми-Елоиз Марковц — 3.000 м

### Сребро (4)
- Ендру Пози — 60 м препоне
- Холи Арчер — 1.500 м
- Синтија Сембер — 60 м препоне
- Зои Кларк, Џоди Вилијамс, 
 Амарачи Пипи, Џеси Најт — 4 х 400 м

### Бронза (6)
- Џејми Веб — 800 м
- Џо Брајер, Овен Смит, 
 Џејмс Вилијамс, Ли Томпсон — 4 х 400 м
- Џоди Вилијамс — 400 м
- Верити Окенден — 3.000 м
- Тифани Портер — 60 м препоне
- Холи Бредшо — Скок мотком

## Резултати

### Мушкарци
| Атлетичар                                        | Дисциплина   | Лични рекорд | Квалификације      | Квалификације | Полуфинале           | Полуфинале           | Финале                                   | Финале       | Детаљи                                   |
| Атлетичар                                        | Дисциплина   | Лични рекорд | Резултат           | Место         | Резултат             | Место                | Резултат                                 | Место        | Детаљи                                   |
| ------------------------------------------------ | ------------ | ------------ | ------------------ | ------------- | -------------------- | -------------------- | ---------------------------------------- | ------------ | ---------------------------------------- |
| Ендру Робертсон                                  | 60 м         | 6,54         | 6,60 КВ, ЛРС       | 1. у гр. 3    | 6,59 КВ, ЛРС         | 1. у гр. 1           | 6,63                                     | 4 / 63 (65)  |                                          |
| Оливер Бромби                                    | 60 м         | 6,63         | 6,70 (.694) КВ     | 2. у гр. 1    | 6,64 (.640) ЛРС      | 3. у гр. 2           | Нису се квалификовали                    | 11 / 63 (65) |                                          |
| Хари Ејкинс-Арити                                | 60 м         | 6,55         | 6,68 (.679) КВ     | 2. у гр. 5    | 6,67 (.664) =ЛРС     | 6. у гр. 3           | Нису се квалификовали                    | 12 / 63 (65) |                                          |
| Џејмс Вилијам                                    | 400 м        | 46,60        | 46,85 КВ           | 2. у гр. 4    | 46,94                | 5. у гр. 1           | Нису се квалификовали                    | 9 / 48 (49)  |                                          |
| Ли Томпсон                                       | 400 м        | 46,23        | 46,69 (.683) КВ    | 2. у гр. 6    | 47,42                | 4. у гр. 2           | Нису се квалификовали                    | 13 / 48 (49) |                                          |
| Џо Брајер                                        | 400 м        | 46,88        | 47,88              | 3. у гр. 8    | Није се квалификовао | Није се квалификовао | Није се квалификовао                     | 19 / 48 (49) |                                          |
| Џејми Веб                                        | 800 м        | 1:44,54      | 1:48,72 КВ         | 2. у гр. 6    | 1:45,99 КВ           | 2. у гр. 2           | 1:46,95                                  |              |                                          |
| Кајл Лангфорд                                    | 800 м        | 1:46,73      | 1:49,66 КВ         | 1. у гр. 4    | 1:47,92              | 4. у гр. 1           | Није се квалификовао                     | 8 / 38 (39)  |                                          |
| Пирс Kопланд                                     | 1.500 м      | 3:38,55      | 3:38,88 КВ         | 2. у гр. 2    |                      |                      | 3:39,99                                  | 5 / 50 (51)  |                                          |
| Нил Горлеј                                       | 1.500 м      | 3:35,79      | 3:39,84 КВ         | 1. у гр. 3    | 3:45,99              | 12 / 50 (51)         |                                          |              |                                          |
| Арчи Дејвис                                      | 1.500 м      | 3:41,18      | 3:41,40 (.400) ЛРС | 6. у гр. 4    | Није се квалификовао | 19 / 50 (51)         | Архивирано на веб-сајту (30. април 2021) |              |                                          |
| Ендру Бучарт                                     | 3.000 м      | 7:40,85      | 7:46,46 КВ         | 1. у гр. 2    | 7:52,15              | 7 / 31 (34)          |                                          |              |                                          |
| Џек Роу                                          | 3.000 м      | 7:52,13      | 7:55,67 КВ         | 3. у гр. 1    | 7:53,47 ЛРС          | 8 / 31 (34)          |                                          |              |                                          |
| Фил Сесемен                                      | 3.000 м      | 7:51,27      | 7:51,70            | 5. у гр. 3    | Није се квалификовао | 11 / 31 (34)         |                                          |              |                                          |
| Ендру Пози                                       | 60 м препоне | 7,43         | 7,52 (.513) КВ     | 1. у гр. 1    | 7,53 КВ              | 1. у гр. 1           | 7,43 =ЛР                                 |              | Архивирано на веб-сајту (30. април 2021) |
| Џо Брајер, Овен Смит, Џејмс Вилијамс, Ли Томпсон | 4 х 400 м    | 3:03,20 НР   |                    |               |                      |                      | 3:06,70                                  |              |                                          |
| Џоел Kaн                                         | Скок увис    | 2,23         | 2,16               | 13.           |                      |                      | Нису се квалификовали                    | 13 / 14      |                                          |
| Чарли Мајерс                                     | Скок мотком  | 5,65         | 5,35               | 12.           | 13 / 14 (15)         |                      | Нису се квалификовали                    |              |                                          |
| Џејкоб Финчам-Дјукс                              | Скок удаљ    | 8,08         | 7,74 КВ            | 8.            | 7,79                 | 7 / 14               |                                          |              |                                          |

### Жене
| Атлетичарка                                       | Дисциплина   | Лични рекорд | Квалификације       | Квалификације | Полуфинале            | Полуфинале                               | Финале                | Финале       | Детаљи                                   |
| Атлетичарка                                       | Дисциплина   | Лични рекорд | Резултат            | Место         | Резултат              | Место                                    | Резултат              | Место        | Детаљи                                   |
| ------------------------------------------------- | ------------ | ------------ | ------------------- | ------------- | --------------------- | ---------------------------------------- | --------------------- | ------------ | ---------------------------------------- |
| Џоди Вилијамс                                     | 400 м        | 52,27        | 52,35 КВ            | 1. у гр. 4    | 52,09 (.085) КВ, ЛР   | 2. у гр. 3                               | 51,73 ЛР              |              |                                          |
| Џеси Најт                                         | 400 м        | 51,57        | 52,17 КВ, ЛРС       | 2. у гр. 3    | 52,22                 | 4. у гр. 2                               | Нису се квалификовале | 6 / 39       | Архивирано на веб-сајту (30. април 2021) |
| Амарачи Пипи                                      | 400 м        | 52,07        | 52,63 КВ, ЛРС       | 1. у гр. 6    | 52,54 ЛРС             | 3. у гр. 1                               | Нису се квалификовале | 9 / 39       | Архивирано на веб-сајту (30. април 2021) |
| Кили Хоџкинскон                                   | 800 м        | 1:59.03      | 2:03,50 КВ          | 1. у гр. 1    | 2:03,11 КВ            | 1. у гр. 1                               | 2:03,88               |              | Архивирано на веб-сајту (30. април 2021) |
| Ели Бејкер                                        | 800 м        | 2:02,73      | 2:06,15 кв          | 1. у гр. 4    | 2:03,29 КВ            | 2. у гр. 3                               | 2:04,40               | 4 / 34 (35)  | Архивирано на веб-сајту (30. април 2021) |
| Isabelle Boffey                                   | 800 м        | 2:02,45      | 2:04,08 КВ          | 2. у гр. 3    | 2:03,34               | 2. у гр. 2                               | 2:07,26               | 6 / 34 (35)  | Архивирано на веб-сајту (30. април 2021) |
| Холи Арчер                                        | 1.500 м      | 4:10,03      | 4:09,77 КВ, ЛР      | 1. у гр. 2    |                       |                                          | 4:19,91               |              |                                          |
| Кејти Сноуден                                     | 1.500 м      | 4:10,09      | 4:10,70 КВ          | 3. у гр. 3    | 4:21,81               | 6 / 22 (24)                              |                       |              |                                          |
| Ејми-Елоиз Марковц                                | 3.000 м      | 8:54,11      | 8:56,26 КВ          | 1. у гр. 1    | 8:46,43 ЛР            |                                          |                       |              |                                          |
| Верити Окенден                                    | 3.000 м      | 8:51,63      | 8:52,60 КВ          | 1. у гр. 2    | 8:46,60 ЛР            |                                          |                       |              |                                          |
| Амелија Кверк                                     | 3.000 м      | 8:58,57      | 8:53,21 КВ, ЛР      | 2. у гр. 2    | 8:48,82 ЛР            | 5 / 22 (25)                              |                       |              |                                          |
| Синтија Сембер                                    | 60 м препоне | 7,89         | 7,99 (.984) КВ, ЛРС | 2. у гр. 5    | 7,89 КВ, =ЛР          | 2. у гр. 2                               | 7,89                  |              | Архивирано на веб-сајту (30. април 2021) |
| Тифани Портер                                     | 60 м препоне | 7,80 НР      | 8,04 (.036) КВ      | 2. у гр. 2    | 7,98 (.976) КВ        | 2. у гр. 1                               | 7,92                  |              | Архивирано на веб-сајту (30. април 2021) |
| Ема Нвофор                                        | 60 м препоне | 8,07         | 8,24 (.240)         | 5. у гр. 4    | Није се квалификовала | Није се квалификовала                    | Није се квалификовала | 30 / 40 (44) | Архивирано на веб-сајту (30. април 2021) |
| Зои Кларк, Џоди Вилијамс, Амарачи Пипи, Џеси Најт | 4 х 400 м    | 3:27,56 НР   |                     |               |                       |                                          | 3:28,20               |              |                                          |
| Емили Бортвик                                     | Скок увис    | 1,87         | 1,91 кв, ЛР         | 8.            |                       |                                          | 1,85                  | 8 / 17       |                                          |
| Морган Лејк                                       | Скок увис    | 1,97 НР      | 1,87                | 13.           | Није се квалификовала | 13 / 17                                  |                       |              |                                          |
| Холи Бредшо                                       | Скок мотком  | 4,87 НР      |                     |               |                       |                                          | 4,65                  |              |                                          |
| Џасмин Сајерс                                     | Скок удаљ    | 6,71         | 6,48                | 13.           |                       |                                          | Нису се квалификовале | 13 / 17      |                                          |
| Абигејл Ирозуру                                   | Скок удаљ    | 6,73         | 6,44 ЛРС            | 15.           | 15 / 17               |                                          | Нису се квалификовале |              |                                          |
| Софи Макина                                       | Бацање кугле | 18,54        | 17,95               | 9.            | 9 / 17                | Архивирано на веб-сајту (30. април 2021) | Нису се квалификовале |              |                                          |
| Амелија Стриклер                                  | Бацање кугле | 17,97        | 17,12               | 13.           | 13 / 17               | Архивирано на веб-сајту (30. април 2021) | Нису се квалификовале |              |                                          |

#### Петобој
| Дисциплина   | Холи Милс | Холи Милс | Холи Милс | Холи Милс | Холи Милс | Холи Милс   |
| Дисциплина   | Лич. рек. | Резултат  | Бод.      | Плас.     | Укупно    | Плас.       |
| ------------ | --------- | --------- | --------- | --------- | --------- | ----------- |
| 60 м препоне | 8,22      | 8,22 =ЛРС | 1.079     | 1.        | 1.079     | 1.          |
| Скок увис    | 1,73      | 1,74 ЛР   | 903       | 10.       | 1.982     | 6.          |
| Бацање кугле | 14,03     | 13,22     | 742       | 8.        | 2.724     | 8.          |
| Скок удаљ    | 6,02      | 6,10 ЛР   | 880       | 6.        | 3.604     | 6.          |
| 800 м        | 2:12,07   | 2:13,59   | 913       | 3.        | 4.517     | 5.          |
| Петобој      | 4.557     |           |           |           | 4.517 {   | 5 / 10 (12) |